# ГЕС Tunnsjødal
ГЕС Tunnsjødal — гідроелектростанція у центральній частині Норвегії, за сто вісімдесят кілометрів на північний схід від Тронгейма. Знаходячись між малою ГЕС Tunnsjøfoss (8,5 МВт) та ГЕС Åsmulfoss (12 МВт), входить до складу дериваційного каскаду, створеного на основі ресурсу річки Намсен (впадає у східну частину Намсен-фіорду).
Хоча всі об'єкти станції Tunnsjødal знаходяться в долині лівої притоки Намсен річки Tunnsjoelva, проте через неї все-таки проходить ресурс, відібраний із верхів'я Намсен. При цьому спершу вода потрапляє у сточище річки Linnvasselv, котра відноситься до басейну Балтійського моря (як права притока Факсельвен, котра в свою чергу є правою притокою річки Онгерманельвен). Із розташованого на ній водосховища Лімінген ресурс може спрямовуватись як на споруджену ниже по сточищу на території Швеції ГЕС Linnvasselv, так і повертатись через ГЕС Tunnsjø (30,4 МВт) назад до басейну Норвезького моря — у створене в верхів'ї Tunnsjoelva головне водосховище каскаду Tunnsjoen. Цей великий резервуар має площу поверхні 100,2 км2 та корисний об'єм 440 млн м3, що забезпечується коливанням рівня між позначками 352,6 та 357,6 метра НРМ (при цьому із регульованого діапазону в 5 метрів 3,2 метра відносяться до здреновування нижче природного рівня).
Із Tunnsjoen через зазначену вище малу ГЕС Tunnsjøfoss ресурс потрапляє до створеного за допомогою греблі Grøndalsdammen (комбінована споруда із нсаипної та бетонної ділянок загальною довжиною 320 метрів) водосховища Tunnsjoflyan, котре має площу поверхні 7,1 км2 та корисний об'єм 13 млн м3, що забезпечується коливанням рівня між позначками 345 та 348 метрів НРМ. Із Tunnsjoflyan під лівобережним масивом Tunnsjoelva прокладений дериваційний тунель довжиною 10,6 км, який подає ресурс до підземного машинного залу.
Основне обладнання станції становлять п'ять турбіни типу Френсіс — чотири потужністю по 36,8 МВт та одна з показником 30 МВт. Вони використовують напір у 238 метрів та забезпечують виробництво 813 млн кВт-год електроенергії на рік.
Відпрацьована вода транспортується до Tunnsjoelva по відвідному тунелю довжиною біля 2 км.